# Java-Spitzhörnchen
Das Java-Spitzhörnchen (Tupaia hypochrysa) kommt endemisch im Westen der indonesischen Insel Java vor.

## Merkmale
Das Java-Spitzhörnchen erreicht eine Kopf-Rumpf-Länge von etwa 14,5 cm, hat einen etwa gleich langen Schwanz, ca. 3,5 cm lange Ohren und 4,8 bis 4,9 cm lange Hinterfüße. Das Gewicht der Tiere wurde bisher nicht ermittelt. Die Farbe der Oberseite ist braun agutifarben (d. h. die Haare sind gebändert), die Bauchseite ist lohfarben bis orange. Der Schädel ist groß und breit und nicht langgezogen wie beim Tana (Tupaia tana) und beim Mindanao-Spitzhörnchen (Tupaia everetti). Die Weibchen haben vier Zitzen.

## Lebensweise

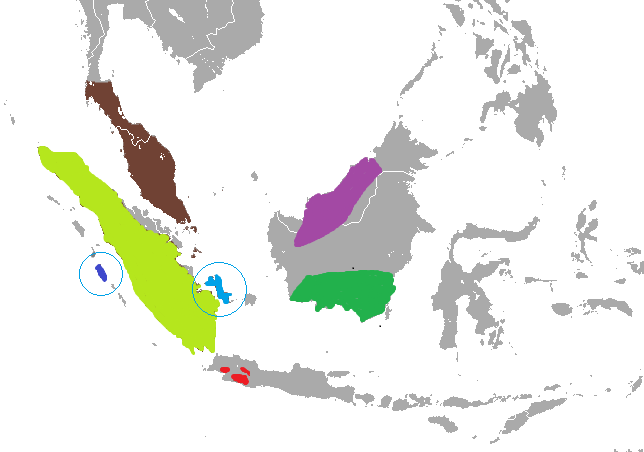
Verbreitungsgebiete verschiedener Spitzhörnchenarten.
T. glis
T. ferruginea
T. discolor
T. chrysogaster
T. hypochrysa
T. salatana
T. longipes

Das Java-Spitzhörnchen kommt in den wenigen übrig gebliebenen Regenwäldern bis in Höhen von 2000 Metern im Westen Javas vor. Einige Nachweise gibt es auch aus Sekundärwäldern, Plantagen und Obstgärten. Über das Verhalten, die Lebensweise, die Ernährung, die Aktivitätsmuster und die Vermehrung des Java-Spitzhörnchens ist bisher nichts bekannt. Es ist wahrscheinlich tagaktiv und wird sich andere Spitzhörnchen vor allem von Insekten und Früchten ernähren.

## Systematik
Das Java-Spitzhörnchen wurde im Jahr 1895 durch den britischen Zoologen Oldfield Thomas als Unterart des Rötlichen Spitzhörnchens (Tupaia ferroginea) erstmals wissenschaftlich beschrieben. Später wurde es ebenso wie das Rötliche Spitzhörnchen dem Gewöhnlichen Spitzhörnchens (Tupaia glis) als Unterart zugeordnet. Genaue morphometrische Untersuchungen der Proportionen der Hände führten schließlich dazu, dass das Java-Spitzhörnchen als eigenständige Art anerkannt wurde.

## Gefährdung
Über den Bestand und die Gefährdung des Java-Spitzhörnchens können keine genauen Angaben gemacht werden, da zu wenig Daten vorliegen. Sein verbliebenes Verbreitungsgebiet im Westen von Java ist sehr klein.